# Xã Whiteville, Quận Baxter, Arkansas
Xã Whiteville (tiếng Anh: Whiteville Township) là một xã thuộc quận Baxter, tiểu bang Arkansas, Hoa Kỳ. Năm 2010, dân số của xã này là 4.693 người.